# Kỹ thuật địa chất
Địa chất kĩ thuật là ứng dụng của Địa chất học - là môn khoa học nghiên cứu về các vật chất rắn và lỏng cấu tạo nên Trái Đất, đúng ra là nghiên cứu thạch quyển bao gồm cả phần vỏ Trái Đất và phần cứng của manti trên - vào nghiên cứu  kĩ thuật nhằm mục đích đảm bảo các yếu tố địa chất liên quan đến vị trí, thiết kế, xây dựng, vận hành và bảo trì các công trình kĩ thuật được công nhận và hạch toán. Các nhà địa chất kĩ thuật đã đưa ra các khuyến cáo về địa chất và địa kĩ thuật phân tích và phát họa gắn liền với sự phát triển của con người và các loại cấu trúc khác
Nghiên cứu địa chất kỹ thuật có thể được thực hiện trong quá trình lập kế hoạch, phân tích tác động của môi trường, thiết kế kỹ thuật dân dụng hoặc kết cấu, giá trị kĩ thuật và xây dựng của các dự án công trình công cộng và tư nhân trong các giai đoạn hậu xây dựng và pháp y của các dự án. Các công trình được hoàn thành bởi các nhà địa chất kỹ thuật bao gồm; đánh giá nguy cơ địa chất, Địa chất công trình - là ngành học thuộc khoa học Trái Đất chuyên nghiên cứu thành phần, trạng thái, tính chất vật lý, tính chất cơ học của đất đá nhằm phục vụ cho công tác thiết kế xây dựng các công trình công nghiệp, dân dụng -, tính chất vật liệu, đất trượt và độ dốc ổn định, xói mòn - là hoạt động của các quá trình bề mặt (như nước hoặc gió) làm phong hóa và vận chuyển hợp phần rắn (như trầm tích, đá, đất,…) trong môi trường tự nhiên hoặc từ nguồn và lắng đọng ở vị trí khác, lụt - là hiện tượng nước trong sông, hồ tràn ngập một vùng đất, thoát nước, và điều tra địa chấn học, …  Các nghiên cứu địa chất kĩ thuật được thực hiện bởi một nhà địa chất học - là nhà khoa học nghiên cứu về các vật liệu rắn và lỏng cấu tạo nên Trái Đất và các hành tinh đất đá- hoặc nhà địa chất kỹ thuật được giáo dục, đào tạo và có kinh nghiệm liên quan đến sự công nhận và giải thích các quá trình tự nhiên, sự hiểu biết về cách các quá trình này tác động đến các cấu trúc do con người tạo ra (và ngược lại) và kiến thức về các phương pháp để giảm thiểu các mối nguy do các điều kiện tự nhiên hoặc do con người tạo ra. Mục tiêu chính của nhà địa chất kỹ thuật là bảo vệ sự sống và tài sản chống lại thiệt hại gây ra bởi các điều kiện địa chất khác nhau.
Việc thực hành địa chất kỹ thuật cũng liên quan mật thiết rất chặt chẽ với sự thực hành của  kỹ thuật địa chất - là một môn học hỗn hợp bao gồm các yếu tố của kỹ thuật dân dụng, kỹ thuật khai thác mỏ, kỹ thuật dầu khí và khoa học Trái Đất - và địa chất công trình. Nếu có sự khác biệt trong nội dung của các môn học, nó đa phần chủ yếu nằm ở việc đào tạo hoặc kinh nghiệm giảng dạy của người giáo viên.

## Lịch sử
Mặc dù nghiên cứu về địa chất học đã xuất hiện từ nhiều thế kỷ nay, nhưng ít nhất trong thời kì hiện đại, khoa học và thực hành địa chất kỹ thuật chỉ mới bắt đầu như một môn học mà nó được chính thức công nhận cho đến những năm cuối thế kỷ 19 và đầu thế kỉ 20.  Cuốn sách đầy tiên có tên Kỹ thuật địa chất được chính thức ban hành và xuất bản vào năm 1880 bởi nhà khoa học William Penning. Vào những giai đoạn đầu của thế kỷ 20, Charles Berkey, một nhà địa chất được đào tạo ở Mỹ, người được xem như là nhà địa chất kỹ thuật đầu tiên của nước Mỹ, đã làm việc cho một số dự án cấp nước cho thành phố New York, sau đó ông chuyển sàng làm việc trên một con đập tên Hoover - là một đập được xây dựng từ năm 1931 đến 1936 trong cuộc Đại suy thoái và được dành riêng vào ngày 30 tháng 9 năm 1935, bởi Tổng thống Franklin D. Roosevelt, trọng lực vòm cụ thể ở Hẻm núi Đen của sông Colorado, trên biên giới giữa các tiểu bang Nevada và Arizona của Hoa Kỳ - và một số dự án kỹ thuật khác.   Cuốn sách giáo khoa viết về địa chất kỹ thuật đầu tiên của Mỹ được viết vào năm 1914 bởi hai người Ries và Watson. Năm 1921, Reginald W. Brock, Trưởng khoa Khoa học ứng dụng đầu tiên tại Đại học British Columbia, bắt đầu các chương trình cấp bằng đại học và sau đại học về Kỹ thuật Địa chất, lưu ý rằng các sinh viên với nền tảng kỹ thuật đã tạo ra các nhà địa chất thực hành hạng nhất. Năm 1925, Karl von Terzaghi, một kỹ sư và nhà địa chất được đào tạo ở Áo, đã xuất bản văn bản đầu tiên trong Cơ học đất (tiếng Đức). Terzaghi được biết đến như là cha đẻ của cơ học đất, nhưng cũng rất quan tâm đến địa chất; Terzaghi coi cơ học đất là một môn học phụ của địa chất kỹ thuật. Năm 1929, Terzaghi, cùng với Redlich và Kampe, đã xuất bản văn bản Kỹ thuật Địa chất của riêng họ (cũng bằng tiếng Đức).
Sự thiếu thốn cấp thiết của các nhà địa chất học về các công trình kỹ thuật đã gây sự thu hút chú ý trên toàn thế giới vào năm 1928 với sự thất bại của  đập St. Francis ở California và sự ra đi của 426 mạng người qua sự kiện này. Nhiều thất bại kỹ thuật xảy ra trong những năm sau đó cũng thúc đẩy nhu cầu về các nhà địa chất kỹ thuật làm việc trong các dự án kỹ thuật lớn
Năm 1951, một trong những định nghĩa sớm nhất về  "Nhà địa chất kỹ thuật" hay "chuyên gia địa chất kỹ thuật" được chính thức ra đời, cung cấp bởi Ủy ban điều hành của Phòng địa chất kỹ thuật của  Hiệp hội địa chất Hoa Kỹ.

## Việc luyện tập
Một trong những vai trò quan trọng nhất của một nhà địa chất kỹ thuật là việc giải thích các địa hình và quá trình Trái Đát để xác định các mối nguy tiềm ẩn do địa chất và nhân tạo có thể gây ra tác động lớn đến các cấu trúc dân sự và sự phát triển của con người. Nền tảng về địa chất cung cấp cho các nhà địa chất kỹ thuật một sự hiểu biết về phương thức hoạt động của Trái Đất, điều này rất quan trọng để giảm thiểu các mối nguy liên quan đến Trái Đất. Hầu hết các nhà địa chất kỹ thuật cũng có bằng tốt nghiệp nơi họ đã được giáo dục và đào tạo chuyên ngành về cơ học đất - một nhánh của vật lý đất và cơ học ứng dụng mô tả hành vi của đất, nó khác với cơ học chất lỏng và cơ học rắn theo nghĩa là đất bao gồm một hỗn hợp không đồng nhất của chất lỏng (thường là không khí và nước) và các hạt (thường là đất sét, bùn, cát và sỏi) nhưng đất cũng có thể chứa chất rắn hữu cơ và các chất khác -, cơ học đá - là khoa học lý thuyết và ứng dụng nghiên cứu ứng xử của đá, nó là một nhánh của cơ học nghiên cứu phản ứng của đá trong môi trường tự nhiên dưới tác dụng của trường lực. Cơ học là hình thành từ một phần của địa cơ học, một hướng nghiên cứu về phản ứng cơ học của các vật liệu địa chất bao gồm cả đất. Cơ học đá được ứng dụng trong khai thác mỏ, dầu khí, kỹ thuật xây dựng như đường hầm, hầm mỏ, đào dưới lòng đất, khai thác mỏ lộ thiên, giếng dầu khí, xây dựng đường, bãi thải, và các công trình xây dựng trên hoặc trong đá. Nó cũng bao gồm việc thiết kế hệ thống chịu lực để ổn định thành vách hầm và mỏ -, địa kỹ thuật - là một ngành kỹ thuật liên quan đến thăm dò và xử lý các tính chất của vật liệu đất, có ứng dụng cho xây dựng. Chủ đề này liên hệ mật thiết với cơ học đất, ngành cơ học liên quan đến thuộc tính của đất; ví dụ như sự nén và phình to của đất, sự thấm nước, độ nghiêng/dốc, tường chống đỡ, nền móng, nền đất, mấu neo trong đất và đá, việc sử dụng các vật liệu chịu lực kéo tổng hợp trong công trình đất, sự tương tác của công trình đất, và địa động học -, nước ngầm - là thuật ngữ chỉ loại nước nằm bên dưới bề mặt đất trong các không gian rỗng của đất và trong các khe nứt của các thành tạo đá, và các không gian rỗng này có sự liên thông với nhau. Nước dưới đất được bổ cấp từ, và chảy từ bề mặt đất tự nhiên xuống. Nơi xuất lộ tự nhiên của nước thường là tại các sông suối. Nếu sông suối này chảy vào vùng bị đóng kín thì tạo ra các vùng đất ngập nước, và tại vùng sa mạc thì có thể hình thành các ốc đảo. Nước dưới đất thường được khai thác phục vụ cho nông nghiệp, đô thị, và công nghiệp qua các giếng khai thác nước. Ngành nghiên cứu sự phân bố và vận động của nước dưới đất được gọi là địa chất thủy văn -, thủy văn học - là ngành khoa học nghiên cứu về sự vận động, phân phối, và chất lượng của nước trên toàn bộ Trái Đất, và vì thế nó đề cập đến cả vòng tuần hoàn nước và các nguồn nước. Những người nghiên cứu về thủy văn học được gọi là nhà thủy văn học, họ làm việc trong cả lĩnh vực khoa học Trái Đất hay khoa học môi trường, địa lý tự nhiên hay kỹ thuật xây dựng và kỹ thuật môi trường -, và dân sự thiết kế. Hai khía cạnh trong giáo dục của các nhà địa chất kỹ thuật cung cấp cho họ một khả năng độc đáo để hiểu và giảm thiểu các mối nguy liên quan đến tương tác cấu trúc Trái Đất.

## Phạm vi nghiên cứu
Điều tra và nghiên cứu địa chất kỹ thuật có thể thực hiện: 
- cho sự phát triển dân dư, thương mại và công nghiệp;
- cho sự thiết lập của chính phủ và quân đội;
- đối với các công trình công cộng đáp ứng các nhu cầu an sinh xã hội như hệ thống thoát nước mưa, nhà máy điện, turbine gió - là máy dùng để biến đổi động năng của gió thành cơ năng. Máy năng lượng này có thể được dùng trực tiếp như trong trường hợp của cối xay bằng sức gió, hay biến đổi tiếp thành điện năng như trong trường hợp máy phát điện bằng sức gió, đường dây truyền tải - một cáp chuyên dụng hoặc cấu trúc khác được thiết kế để dẫn dòng điện xoay chiều tần số vô tuyến, nghĩa là các dòng có tần số đủ cao để tính đến sóng của chúng. Các đường truyền được sử dụng cho các mục đích như kết nối máy phát và máy thu vô tuyến với ăng ten của chúng (sau đó chúng được gọi là đường truyền hoặc nguồn cấp dữ liệu), phân phối tín hiệu truyền hình cáp, đường truyền giữa các trung tâm chuyển mạch điện thoại, kết nối mạng máy tính và bus dữ liệu máy tính tốc độ cao, nhà máy “xử lí rác thải” - quá trình loại bỏ chất gây ô nhiễm từ nước thải đô thị, chủ yếu chứa nước thải sinh hoạt cộng với một số nước thải công nghiệp. Các quá trình vật lý, hóa học và sinh học được sử dụng để loại bỏ các chất gây ô nhiễm và tạo ra nước thải được xử lý (hoặc nước thải được xử lý) đủ an toàn để thải ra môi trường. Sản phẩm phụ của xử lý nước thải là chất thải bán rắn hoặc bùn, được gọi là bùn thải. Bùn phải được xử lý thêm trước khi thích hợp để xử lý hoặc áp dụng vào đất, nhà máy “xử lí nước” - là bất kỳ quá trình nào cải thiện chất lượng nước để làm cho nó dễ chấp nhận hơn cho một mục đích sử dụng cụ thể. Việc sử dụng cuối cùng có thể là uống, cung cấp nước công nghiệp, tưới tiêu, bảo trì dòng chảy sông, giải trí dưới nước hoặc nhiều mục đích sử dụng khác, bao gồm cả việc trở lại môi trường một cách an toàn. Xử lý nước loại bỏ các chất gây ô nhiễm và các thành phần không mong muốn, hoặc làm giảm nồng độ của chúng để nước trở nên phù hợp với mục đích sử dụng cuối cùng mong muốn. Điều trị này rất quan trọng đối với sức khỏe con người và cho phép con người hưởng lợi từ cả việc uống và sử dụng tưới tiêu, Vận chuyển đường ống (cống dẫn nước(kênh nhân tạo), vệ sinh cống, cửa cống), đường hầm, xây dựng hệ thống đường ống  không rãnh, kênh, đập, hồ chứa nước, nền móng tòa nhà, đường sắt, quá cảnh, đường cao tốc, cầu, trang bị địa chấn, cơ sở sản xuất điển, sân bay và công viên;
- cho sự phát triển của khai thác mỏ vàmỏ đá, đập mỏ phế phẩm, khai hoang mỏ và đào hầm mỏ;
- cho các chương trình đất ngập nước - là một vùng đất mà đất bị bão hòa có độ ẩm theo mùa hay vĩnh viễn. Các vùng này cũng có thể bị bao phủ một phần hay hoàn toàn bởi hồ cạn. Các vùng đất ngập nước bao gồm đầm lầy, đồng lầy, đầm, và bãi lầy, hoặc hỗn hợp và tiểu loại bao gồm rừng ngập mặn, các loại rừng ngập nước. Nước trong vùng đất ngập nước có thể là nước mặn, nước ngọt hoặc nước lợ - và  and phục hồi sinh thái - là nghiên cứu khoa học hỗ trợ thực hành phục hồi sinh thái, đó là quá trình làm mới và phục hồi các hệ sinh thái và môi trường sống bị suy thoái, hư hỏng hoặc bị phá hủy trong môi trường bằng sự can thiệp và hành động tích cực của con người;
- cho các trang mạng xử lý chất thải nguy hại cho chính phủ, thương mại hoặc công nghiệp;
- cho kỹ thuật ven biển - là một nhánh của kỹ thuật dân dụng liên quan đến các yêu cầu cụ thể được đặt ra bằng cách xây dựng tại hoặc gần bờ biển, cũng như sự phát triển của chính bờ biển, cải tạo bãi biển – là quá trình mô tả một quá trình mà trầm tích, thường là cát, bị mất do trôi dạt dọc bờ hoặc xói mòn được thay thế từ các nguồn khác. Một bãi biển rộng hơn có thể làm giảm thiệt hại do bão đối với các cấu trúc ven biển bằng cách tiêu tán năng lượng trên vùng sóng, bảo vệ các cấu trúc vùng cao và cơ sở hạ tầng khỏi nước dâng do bão, sóng thần và thủy triều cao bất thường. Nuôi dưỡng thường là một quá trình lặp đi lặp lại vì nó không loại bỏ các lực vật lý gây ra xói mòn mà chỉ đơn giản là giảm thiểu tác động của chúng, dốc đứng hoặc vách đá ổn định, bến cảng, bến tàu và sự phát triển bờ sông;
- đối với cửa sông ngoài khơi, giàn khoan và đường ống dưới biển, cáp ngầm dưới biển
- cho các loại cơ sở khác.

## Mối nguy hiểm địa lý và điều kiện địa chất bất lợi
Các mối nguy hiểm địa chất điển hình hoặc các điều kiện bất lợi khác được đánh giá và giảm thiểu bởi một  nhà địa chất kỹ thuật bao gồm:
- Rung lắc, vỡ bề mặt trên các hoạt động địa chấn đứt gãy;
- Địa chấn học - là một lĩnh vực quan trọng của địa vật lý, là khoa học nghiên cứu về động đất và sự lan truyền sóng địa chấn trong Trái Đất hoặc hành tinh tương tự khác. Địa chấn học nghiên cứu về động đất do các nguồn khác nhau, như quá trình kiến tạo, núi lửa, đại dương, khí quyển, và các nguồn nhân tạo. Nó nghiên cứu cả tác động động đất tới môi trường như sóng thần –; và hiểm họa động đất (mặt đất rung chuyển, đất hóa lỏng - là một quá trình tạo ra một chất lỏng từ chất rắn hoặc chất khí hoặc tạo ra một pha không lỏng hoạt động theo động lực học chất lỏng. Nó xảy ra cả tự nhiên và nhân tạo. Một ví dụ sau, "ứng dụng thương mại hóa lỏng chính là hóa lỏng không khí để cho phép tách các thành phần, như oxy, nitơ và khí hiếm." Một cách khác là chuyển đổi than rắn thành dạng lỏng có thể sử dụng được. thay thế cho nhiên liệu lỏng, chao đảo, lấn sang hai bên, sóng thần và các hoạt động của sự thay đổi mặt nước hồ - là một sóng đứng trong một cơ thể kín hoặc một phần của nước. Sự thay đổi mặt nước hồ và hiện tượng liên quan đến sự thay đổi này đã được quan sát trên hồ, hồ chứa, bể bơi, vịnh, bến cảng và biển. Yêu cầu quan trọng để hình thành là cơ thể của nước ít nhất bị giới hạn một phần, cho phép hình thành sóng đứng);
- Đất trượt, dòng chảy bùn - là một hình thức lãng phí khối lượng liên quan đến "dòng chảy rất nhanh đến cực nhanh" của các mảnh vụn đã bị hóa lỏng một phần hoặc hoàn toàn bằng cách thêm một lượng nước đáng kể vào vật liệu nguồn. Dòng chảy bùn chứa một tỷ lệ đáng kể của đất sét, làm cho chúng lỏng hơn dòng chảy mảnh vụn; do đó, chúng có thể di chuyển xa hơn và qua các góc dốc thấp hơn. Cả hai loại nói chung là hỗn hợp của các loại vật liệu có kích thước khác nhau, thường được sắp xếp theo kích thước khi lắng đọng -, đá rơi - thuật ngữ này cũng được sử dụng cho sự sụp đổ của đá từ mái nhà hoặc các bức tường của mỏ hoặc mỏ đá. Một tảng đá là một mảnh đá (một khối) tách ra bằng cách trượt, lật đổ hoặc rơi xuống, rơi dọc theo một vách đá thẳng đứng hoặc dưới dọc, đi xuống dốc bằng cách nảy và bay dọc theo quỹ đạo đạn đạo hoặc bằng cách lăn trên các con dốc hoặc mảnh vụn -, dòng chảy các mảnh vụn, và các hiểm nguy của tuyết lỡ - là hiện tượng khi một lượng tuyết lớn, thường trộn với nước và không khí, đột ngột tuôn xuống triền núi. Tuyết lở là mối đe dọa lớn nhất gây thiệt hại nhân mạng và của cải ở miền núi lạnh;
- độ dốc không ổn định và độ dốc ổn định - Độ ổn định của độ dốc liên quan đến điều kiện đất dốc hoặc đá dốc để chịu đựng hoặc trải qua chuyển động. Điều kiện ổn định của sườn dốc là một chủ đề nghiên cứu và nghiên cứu về cơ học đất, kỹ thuật địa kỹ thuật và địa chất kỹ thuật. Các phân tích ổn định độ dốc bao gồm các phương pháp tĩnh và động, phân tích hoặc theo kinh nghiệm để đánh giá sự ổn định của đập đất và đập đá, kè, sườn đào và dốc tự nhiên trong đất và đá. Các phân tích nói chung nhằm tìm hiểu nguyên nhân của sự cố dốc xảy ra, hoặc các yếu tố có khả năng kích hoạt chuyển động dốc, dẫn đến lở đất, cũng như ngăn chặn sự khởi đầu của chuyển động đó, làm chậm hoặc bắt giữ nó thông qua giảm thiểu biện pháp đối phó;
- Xói mòn;
- trượt - là quá trình vật liệu Trái Đất tan rã và vỡ vụn khi tiếp xúc với độ ẩm. Thuật ngữ này có thể được áp dụng cho các địa chất tự nhiên được tạo thành, đất được bồi đắp hoặc sử dụng cho con người hoặc sử dụng vật liệu đất trong sản xuất hoặc công nghiệp – và độ tự do của sư hình thành địa chất, như là sương muối - là sự phồng lên của đất trong điều kiện đóng băng gây ra bởi sự hiện diện ngày càng nhiều của băng khi nó phát triển về phía bề mặt, hướng lên từ độ sâu trong đất nơi nhiệt độ đóng băng đã xâm nhập vào đất (ranh giới đóng băng hoặc đóng băng). Sự phát triển của băng đòi hỏi một nguồn cung cấp nước đưa nước đến phía trước đóng băng thông qua hoạt động mao dẫn trong một số loại đất nhất định. Trọng lượng của đất quá mức kìm hãm sự phát triển theo chiều dọc của băng và có thể thúc đẩy sự hình thành các vùng băng hình ống kính trong đất;
- Sụt lún mặt đất (như do sự rút lui của nước ngầm, sụp đổ hố sụt, sập hang, phân hủy đất hữu cơ, và chuyển động kiến tạo);
- Hiểm họa núi lửa (phun trào núi lửa, suối nước nóng, dòng chảy pyroclastic, dòng chảy của những mảnh vụn, đất trượt, khí thải, động đất núi lửa);
- Đất yếu và dễ dàng bị sập lún, nền móng bị hư hỏng;
- Nước ngầm nằm ở vị trí nông/dễ dàng thấm qua;
- Các loại hạn chế địa chất khác.

Một nhà địa chất kĩ thuật hay địa vật lý có thể được yêu cầu đánh giá khả năng khai quật (tức là  khả năng mở rộng) của vật liệu Trái Đất (đá) để đánh giá nhu cầu khoan và nổ mìn trong quá trình xây dựng công trình đất, cũng như các tác độc liên quan do dao động trong quá trình nổ mìn trong các dự án.

## Cơ học đất và cơ học đá
Cơ học đất là một môn học áp dụng các nguyên tắc của cơ học kỹ thuật, ví dụ: động học, động lực học, cơ học chất lỏng và cơ học của vật liệu, để dự đoán hành vi cơ học của đất. Cơ học đá là khoa học lý thuyết và ứng dụng về hành vi cơ học của khối đá và khối đá; đó là nhánh cơ học liên quan đến phản ứng của khối đá và khối đá đối với trường lực của môi trường vật lý của chúng. Các quy trình cơ bản đều liên quan đến hành vi của môi trường xốp. Cùng với nhau, cơ học đất và đá là cơ sở để giải quyết nhiều vấn đề địa chất kỹ thuật.

## Phương thức và báo cáo
Các phương pháp được sử dụng bởi kỹ sư địa chất trong các nghiên cứu của họ bao gồm
- bản đồ trường địa chất của các cấu trúc địa chất, thành tạo địa chất, đơn vị đất và các mối nguy hiểm;
- đánh giá tài liệu địa chất, bản đồ địa chất, báo cáo địa kỹ thuật, kế hoạch kỹ thuật, báo cáo môi trường, lập thể ảnh chụp từ trên không, dữ liệu viễn thám, Hệ thống định vị toàn cầu (GPS), bản đồ địa hình và vệ tinh hình ảnh;
- việc đào, lấy mẫu và khai thác vật liệu đất / đá trong các hố khoan, hố và hố thử nghiệm, máy đào rãnh, hố đào và hố ủi;
- địa vật lý khảo sát (như khúc xạ địa chấn đi qua, khảo sát điện trở suất, khảo sát radar xuyên mặt đất (khảo sát GPR], từ kế, [[Điện từ | điện từ] ] khảo sát, hồ sơ dưới đáy độ phân giải cao và các phương pháp địa vật lý khác);
- Giám sát biến dạng là phép đo và theo dõi có hệ thống về sự thay đổi hình dạng hoặc kích thước của vật thể do áp dụng ứng suất cho nó hoặc bằng biến dạng tự động | hệ thống giám sát; và
- Các phương pháp khác.

Nghiên cứu thực địa thường đạt đến đỉnh điểm trong phân tích dữ liệu và chuẩn bị báo cáo địa chất kỹ thuật, báo cáo địa kỹ thuật hoặc tóm tắt thiết kế, báo cáo nguy cơ lỗi hoặc địa chấn, báo cáo địa vật lý, [báo cáo địa chất] [báo cáo địa chất thủy văn] ] bài báo cáo. Báo cáo địa chất kỹ thuật cũng có thể được lập cùng với báo cáo địa kỹ thuật, nhưng thường cung cấp các khuyến nghị thiết kế và phân tích địa kỹ thuật tương tự sẽ được trình bày trong báo cáo địa kỹ thuật. Một báo cáo địa chất kỹ thuật mô tả các mục tiêu, phương pháp luận, tài liệu tham khảo được trích dẫn, các thử nghiệm được thực hiện, các phát hiện và khuyến nghị để phát triển và thiết kế chi tiết các công trình kỹ thuật. Các nhà địa chất kỹ thuật cũng cung cấp dữ liệu địa chất trên bản đồ địa hình, ảnh chụp từ trên không, bản đồ địa chất, Hệ thống thông tin địa lý (GIS) hoặc các cơ sở bản đồ khác.